# O-I Glass
O-I Glass, Inc. (NYSE: OI) er en amerikansk producent af glasbeholdere.. I 1929 fusionerede Owens Bottle Company med Illinois Glass Company og blev til Owens-Illinois, Inc.